# Музей Чорторийських

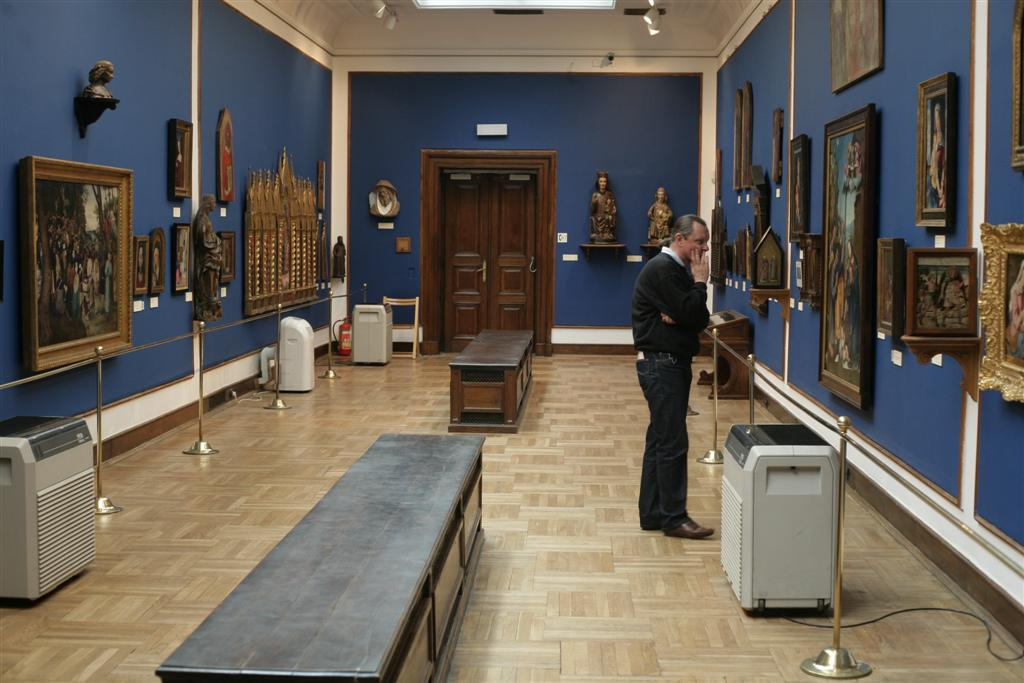
Галерея західноєвропейського живопису у музеї Чорторийських

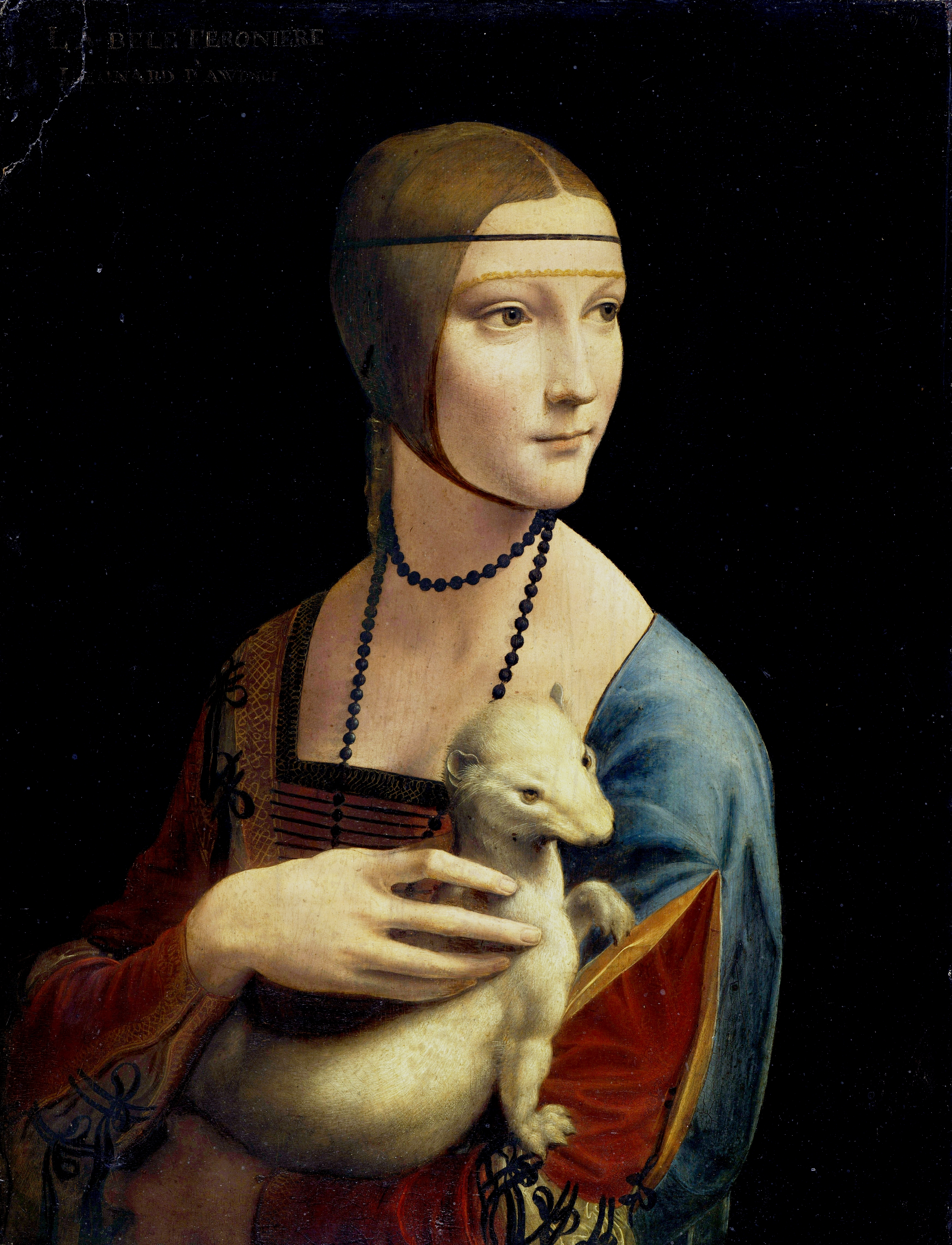
Леонардо да Вінчі, Пані з горностаєм

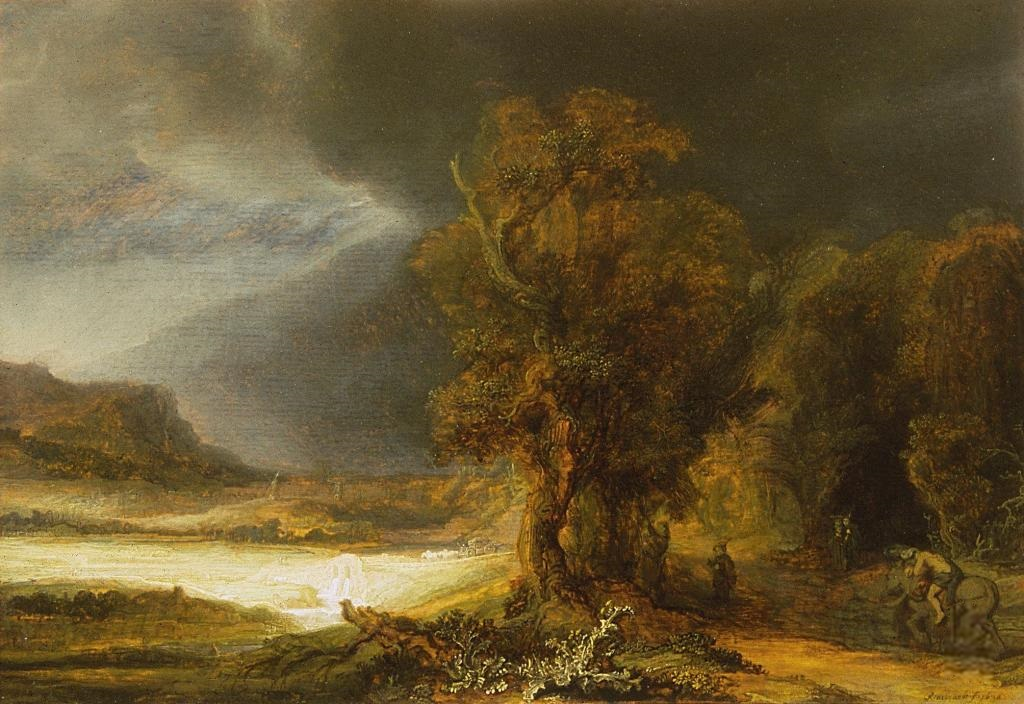
Рембрандт, Краєвид із милосердним самаритянином

Кра́ківський музе́й князі́в Чортори́йських (пол. Muzeum Książąt Czartoryskich w Krakowie) — один із найдавніших музеїв у Польщі, відкритий 1878 року. Бере свій початок з 1801 року, від зібрання княжни Ізабелли Чорторийської, представленого в її пулавському музеї. У кінці XIX століття цю колекцію було перевезено в Краків.
Музей князів Чорторийських є власністю Фонду князів Чорторийських, який створив нащадок Великих князів Литовських, Руських (Українських) та Жемайтійських Адам Кароль Чорторийський, та є філією Національного музею Кракова.
Музей зберігає твори європейського живопису XIII—XVIII ст., пам'ятки європейського та ісламського декоративно-ужиткового мистецтва від Середньовіччя до XIX ст., графіки, стародавнього мистецтва та предметів військового призначення. Тут експонується картина «Пані з горностаєм» роботи Леонардо да Вінчі.